# Studebaker Scotsman
La Scotsman è un'autovettura costruita dalla Studebaker dal 1957 al 1958. Fu assemblata nello stabilimento di South Bend, nell'Indiana. Dal 1958 al 1959 è stata commercializzata una versione poco costosa di pick-up.

## Le automobili Scotsman
Quando le condizioni finanziarie della Studebaker peggiorarono tra il 1955 e il 1956, la compagnia decise di contrastare le maggiori concorrenti, cioè la General Motors, la Ford e la Chrysler, esplorando nuove nicchie di mercato, specialmente vetture da trasporto.
La Scotsman fu la chiave di volta di questo nuovo approccio. Basandosi sulla Studebaker Champion versione berlina due e quattro porte, e la variante station wagon, la casa automobilistica di South Bend creò un modello che poteva essere venduto a minor prezzo rispetto alle concorrenti dirette, vale a dire la Chevrolet 150, la Chevrolet Delray, la Ford Custom e la Plymouth Plaza.
Per ridurre il prezzo della Scotsman (il nome era basato su uno stereotipo, la frugalità degli scozzesi), gli esemplari erano costruiti con pochi fronzoli e con le cromature ridotte al minimo. Le borchie ruota e le griglie erano verniciate. Gli acquirenti pagavano un prezzo extra per il sistema di riscaldamento del compartimento dei passeggeri, e il famoso climatizzatore Studebaker era un optional. Gli interni erano allestiti in pannelli di cartone verniciati e lastre di vinile. Al posto dei tappetini, era presente un rivestimento di gomma. Le uniche parti cromate erano i paraurti e alcuni componenti interni minori; era inoltre possibile ordinare paraurti verniciati per ridurre ulteriormente il prezzo. Nella versione due porte i finestrini posteriori erano fissi e non era possibile abbassarli; questo è comune oggi, ma non era così negli anni cinquanta. I tergicristalli erano di serie, perché erano dispositivi di sicurezza. Essi erano alimentati direttamente dal motore, e ciò significava che alle soste si fermavano.
L'unica concessione al carattere spartano della vettura fu il famoso tachimetro della Studebaker soprannominato “occhio di ciclope”, che fu lo stesso utilizzato sugli altri modelli del 1956. Dal 1957 fu ristudiata la nicchia dove era alloggiato, che ora era più ampia.
La Scotsman richiamava il periodo della seconda guerra mondiale, dove ci fu la rimozione di tutte le cromature dagli autoveicoli a causa del razionamento dei materiali.
Il numero degli optional per la Scotsman fu volutamente limitato, con istruzioni precise ai venditori di disincentivarne l'installazione. In Studebaker l'opinione prevalente era infatti di focalizzare l'attenzione del cliente che desiderava optional su un'auto economica, alla Champion, spendendo 200 dollari in più per la versione base.
Il prezzo base era di 1776 dollari per una berlina a due porte, e l'intenzione della Studebaker era di produrre 4000 esemplari nel 1957. Con grande sorpresa, vendettero 9000 esemplari, molti di più di quelli sperati. La clientela non era quindi solo attratta dall'aspetto frugale della vettura, ma anche dalle caratteristiche peculiari. A titolo d'esempio, la first lady del Presidente degli Stati Uniti d'America Franklin Delano Roosevelt, Eleanor Roosevelt, possedette una Scotsman.
Nonostante fosse così spartana, la Scotsman riscosse successo per il suo valore e la sua economicità. Il piccolo motore a sei cilindri con trasmissione dotata di overdrive consumava 7.8 L di benzina ogni 100 km. La Scotsman pagò però un prezzo, la bassa potenza del propulsore (solo 101 hp), rendeva la vettura non certo prestante. Impiegava infatti circa 20 secondi a raggiungere i 97 km/h, quando le sue concorrenti, anche economiche, impiegavano meno di 10 secondi.
Seguendo il successo iniziale della Scotsman, nel 1958 il modello fu di poco cambiato. Furono modificate la calandra anteriore e i vetri delle luci posteriori, che permisero alla Studebaker di contenere i costi. Alla coda vennero aggiunte delle pinne e ci furono nuovi alloggiamenti frontali che contenevano quattro fari (due per lato), mentre sul retrotreno rimasero i due fari.
Per incrementare le vendite, la casa offri sulla nuova versione l'econometro, basato su quello installato sulla President berlina. Il modello fu anche usato come taxi. Dal 1958 fu offerto un motore V8, condiviso con la Commander e la President.
La Scotsman, dopo il grande inizio del 1957, continuò il successo nel 1958, superando le vendite delle Champion, Commander e President messe insieme. La Scotsman provò che la Studebaker non sentiva il bisogno di seguire la tendenza generale di focalizzare l'attenzione sugli aspetti stilistici della vettura, come succedeva nel resto dell'industria automobilistica.
Costruendo una Scotsman con la linea più pulita, gli ingegneri e i designer della casa crearono una vettura compact che succedette all'antenata, la Lark, lanciata nel 1959. La Lark non era così austera come la Scotsman, ma la spaziosità (poteva accogliere sei persone adulte) la differenziò dalla diretta concorrenza.

## Gli autocarri Scotsman
In seguito al successo della berlina, la Studebaker decise di lanciare con lo stesso nome un pick-up economico.
Per soddisfare questo mercato il pick-up fu ristilizzato, prendendo spunto dai veicoli analoghi del quinquennio 1949-1953; aveva una calandra e dei lamierati sul frontale, con piccole modifiche rispetto ai modelli presi come riferimento.
Se le automobili erano austere, i veicoli commerciali erano positivamente spartani. Molti autocarri degli anni cinquanta avevano come dotazione di serie luci di posizione posteriori, specchietti di cortesia, un tergicristallo e un bracciolo lato conducente. La Scotsman seguiva questa filosofia con un'eccezione: non c'era il bracciolo. La stessa frugalità fu riservata agli esterni. Altri veicoli dell'epoca avevano piccole parti cromate, ma la Scotsman non ne aveva. Semplici inserti in tessuto con la scritta “Studebaker” erano utilizzati sul cofano, sul cruscotto e sul portellone posteriore.
Riducendo così i costi il pick-up veniva venduto all'uscita a un prezzo più basso rispetto alle concorrenti. Costava infatti meno di 1500 dollari.
Del pick-up, a differenza dell'omonima autovettura, venne continuata la produzione anche nel 1959. Una poco costosa serie di autovetture, chiamata "Deluxe Equipment Group", venne allestita richiamando la calandra e i lamierati sul frontale dei pick-up ed era disponibile in varie motorizzazioni.
Nel 1960 lo Scotsman fu sostituito dallo Studebaker Champ che era basato sullo stesso telaio, ma con il corpo della vettura derivato dalla Lark quattro porte berlina.